# Ради, Лучано
Лучано Ради (итал. Luciano Radi; 19 сентября 1922, Фолиньо, Италия — 1 июня 2014, там же) — итальянский государственный деятель, министр по связям с парламентом Италии (1981—1982).

## Биография
Получил высшее экономическое образование. Избирался членом Палаты депутатов итальянского парламента (1958—1992), являлся председателем парламентского контроля комитета по телевидению и радиовещанию, занимал пост квестора Палаты депутатов (1983—1987). В 1992—1994 гг. — член итальянского сената.
- 1968 г. — заместитель министра государственного имущества,
- 1980—1981 гг. — секретарь Президиума Совета Министров,
- 1981—1982 гг. — министр без портфеля и по связям с парламентом.

Также являлся директором газеты Il Popolo. Занимал должность председателя наблюдательного комитета RAI (1992—1994).
Автор ряда исторических и публицистических трудов.